# Papež Teodor I.
Teodor I., grški katoliški duhovnik, kardinal in papež, * Jeruzalem (Palestina), † 14. maj 649 Rim. 

## Življenjepis
Skoraj neverjetno se sliši, da je sedisvakanca v teh nemirnih časih trajala komaj šest tednov. Takrat so Rimljani izvolili Grka, ki je bil rojen v Jeruzalemu v Palestini. Okoli leta 640 je postal kardinal-diakon, za kardinala-duhovnika pa ga je imenoval papež Janez IV.
Njegovo izvolitev je podpiral ravenski eksarh; zato je bil posvečen za rimskega škofa že 24. novembra 642, po kratkem vladanju papeža Janeza IV. Njegov pontifikat je znan predvsem po nenehnem boju proti monoteletstvu. Ni priznal Pavla II. kot konstantinopelskega patriarha, ker se je postavil na stran monoteletstva, njegov predhodnik Pir pa ni bil pravilno zamenjan. Zahteval je od vladarja Konstansa, naj spolni svojo obljubo, da bo umaknil Heraklijev odlok Ekthesis, s katerim je ta razglasil monoteletizem za državno vero. Pir je sredi teh zmed pribežal v Rim in se je tam pred papežem leta 645 celo odpovedal monoteletstvu; vendar le za kratek čas; ko je ob novih nemirih pribežal v Raveno, je zopet začel zagovarjati herezijo ter bil leta 648 izobčen. 
Papež Teodor je izobčil tudi patriarha Pavla 649, nakar se je oni maščeval s tem, da je uničil rimski oltar v Placidijski palači v Carigradu, ter izgnal ali zaprl papeške poslance in apokriziarija, ki so od cesarja zahtevali, naj preneha s podporo monoteletstvu in preganjanjem pravovernih kristjanov. Cesar Konstans II. (642-668) želel končati verski spor tako, da je skupaj s patriarhom 648 objavil Typos, s katerim je bil sicer resda Ekthesis razveljavljen, vendar je bilo sedaj prepovedano kakršnokoli razpravljanje o dveh ali eni volji v Kristusu, kar je vprašanje le še bolj zapletlo, zlasti še, ker je poslal ta novi odlok tudi papežu v podpis. Na ta način se je Carigrad posredno zopet postavil na stran monoteletizma. 

## Smrt in češčenje
Papež Teodor je sicer pripravljal sinodo, ki naj bi sprejela odklonilno stališče do odloka, vendar ga je 14. maja 649 prehitela smrt. Ker je Teodor umrl, je cesarsko listino obsodil njegov naslednik Martin, s čimer si je nakopal cesarjevo jezo in maščevanje; zategadelj bo njegovo papeževanje bolj podoben nepretrganemu mučeništvu kot vladanju. 
Teodor I. je bil torej papež od 24. novembra 642 do svoje smrti, 14. maja 649. Pokopali so ga v Baziliki sv. Petra. Čeprav ga ne najdemo v Rimskem martirologiju, ga nekaj martirologijev omenja med svetniki.

### Dela
Liber pontificalis govori o njegovi gradbeni dejavnosti. Temeljito je obnovil cerkev svetega Valentina v Rimu, bogato okrasil več oratorijev ter zgradil samostan svetega Saba. 